# فارون غروفر (كاتب)
فارون غروفر (بالهندية: वरुण ग्रोवर؛ بالإنجليزية: Varun Grover) هو كاتب سيناريو هندي، ولد في 26 يناير 1980 في Sundar Nagar ‏ في الهند.

## روابط خارجية
- فارون غروفر على موقع IMDb (الإنجليزية)
- فارون غروفر على موقع روتن توميتوز (الإنجليزية)
- فارون غروفر على موقع ميوزك برينز (الإنجليزية)
- فارون غروفر على موقع قاعدة بيانات الفيلم (الإنجليزية)